# جامع عطا (بغداد)
جامع عطا من مساجد بغداد القديمة والأثرية التي لا يعلم تأريخ منشأها، ويستمد أسمه عطا من أسرة آل عطا المنحدرة من بلدة عنة الواقعة على نهر الفرات، ويقع الجامع في جانب الكرخ من مدينة بغداد في شارع حيفا إلى اليمين من مقبرة الشيخ معروف وفي الطريق المعروف بطريق (قهاوي عقيل)، حيث تعرف محلته بمحلة جامع عطا، وتبلغ مساحة الحرم أكثر من 200 م2، بينما تبلغ مساحة المسجد الإجمالية أكثر من 400 م2.
ولقد عمرت مبناه وجددته وزارة الأوقاف والشؤون الدينية في العراق عام 1391هـ/1971م.
وموضع بناؤه هو موقع مسجد العقبة القديم الذي كان حاضراً في عهد الدولة العباسية.
وللمسجد فسحة وطارمة خارجية مسقفة بالطابوق ومرفوعة على أقواس وأعمدة بطراز وتصميم اسلامي جميل.